# The Dinner Party
The Dinner Party (en: Middagsselskabet) er en installation af den feministiske kunstner Judy Chicago, der forestiller et bord dækket op til 39 mytiske og historisk berømte kvinder. Det blev produceret fra 1974 til 1979 som et samarbejde mellem flere kunstnere og blev udstillet første gang i 1979. Efterfølgende har det, trods modstand i kunstverdenen, turneret 16 forskellige udstillinger i seks lande på tre kontinenter, og er blevet set af 1 million tilskuere. Siden 2007 har installationen været permanent udstillet på Brooklyn Museum i New York City, USA.

## Om installationen
Judy Chicago, der var initiativtager og koordinator for projektet, fortalte at værkets formål var at "gøre en ende på den vedvarende udelukkelsescyklus, hvorigennem kvinder blev skrevet ud af historiebøgerne."
Bordet er triangulært og måler 14.63 m på hver side. Hver plads ved bordet har en løber broderet med kvindens navn og symboler og billeder der henviser til hendes bedrifter. Der er ved hver plads også en serviet, bestik, drikkeglas og en tallerken. Mange af tallerknerne er prydet med en skulptur der ligner en sommerfugl eller blomst som et vulvasymbol. The Dinner Party er et samarbejde mellem mange kvindelige kunstnere (og enkelte mandlige) og hylder traditionelle kvindelige færdigheder som stofkunst (som vævning, brodering eller syning) og porcelænsmaling, der normalt regnes til hushåndværk, modsat de mere kulturelt anerkendte, mandsdominerede kunstarter. Det hvide gulv af triangulære porcelænsfliser har inskriptioner med navnene på yderligere 999 notable kvinder.